# Englishman in New York
Englishman in New York è un brano musicale del cantautore inglese Sting, estratto come terzo singolo dal suo secondo album solista, ...Nothing Like the Sun del 1987.
L'Englishman (uomo inglese) protagonista è il famoso e stravagante attore e scrittore Quentin Crisp, nota icona del mondo LGBT. Sting scrisse questa canzone, diventata negli anni una delle sue composizioni più popolari, non molto dopo il trasferimento di Crisp da Londra a New York. Al pezzo ha partecipato anche Branford Marsalis, che vi suona il sassofono soprano.
La canzone è stata pubblicata ad inizio 1988 ma ha raggiunto solo il 51º posto nella Official Singles Chart. Negli Stati Uniti, Englishman in New York si è piazzata all'84º posto della Billboard Hot 100 nell'aprile del 1988. Nello stesso mese la canzone è arrivata al 32º posto della Mainstream Rock Songs. Tuttavia, il singolo è stato un successo in diversi paesi europei, raggiungendo la top 40 (e talvolta la top 20) in Francia, Paesi Bassi, Belgio, Irlanda e altri.
Nel 1990, poco prima dell'uscita del suo terzo album in studio The Soul Cages, l'etichetta discografica di Sting ha autorizzato il DJ e produttore olandese Ben Liebrand a remixare Englishman in New York. Il remix è stato pubblicato come singolo e si caratterizza per l'aggiunta di un'introduzione ed alcune modifiche strumentali, ma l'essenza del brano è rimasta la stessa. La nuova versione ha ottenuto enorme successo nelle discoteche e ha raggiunto la quindicesima posizione della Official Dance Chart a metà anni novanta. Negli stessi anni la canzone è stata utilizzata nel Regno Unito per uno spot della casa automobilistica Rover.
Nel 2011, la canzone è stata reinterpretata da Sting insieme alla Royal Philharmonic Orchestra per l'album Symphonicities.

## Il brano
Alla fine del 1986, Sting si recò nel nuovo appartamento newyorkese del settantottenne Quentin Crisp, che gli spiegò come fosse la vita di un omosessuale nell'omofobica Gran Bretagna dagli anni venti agli anni sessanta. Sting fu contemporaneamente sconvolto e affascinato dal racconto a tal punto da dedicargli una canzone. Crisp disse anche scherzosamente a Sting che sperava di ricevere quanto prima la cittadinanza americana, così che se avesse commesso un reato non sarebbe stato espulso dal paese.
Dopo aver ascoltato Englishman in New York, Crisp ha commentato di Sting:

### Il messaggio
L'intera canzone è un plauso al coraggio di essere sé stessi a dispetto di tutto, alla diversità dell'individuo e al coraggio di vivere la vita da "straniero in terra straniera".
Sting, citando il celebre motto del New College di Oxford «manners maketh man» (letteralmente le maniere fanno l'uomo), invita ad essere sé stessi nella più ampia accezione del termine, andando oltre quello che dicono gli altri, come sottolinea il verso «Be yourself, no matter what they say» ("sii te stesso, non importa cosa dicono loro [gli altri, ndr]"), ripetuto continuamente nel brano. Questo messaggio si applica perfettamente al personaggio di Quentin Crisp.
Un'altra parte importante del testo è: «Takes more than combat gear to make a man /  Takes more than license for a gun / Confront your enemies, avoid them when you can / A gentleman will walk but never run» ("Occorre più che saper combattere per fare un uomo / Più che una licenza per un'arma / Affronta i tuoi nemici, evitali quando puoi / Un gentiluomo camminerà, ma non correrà mai").

## Video musicale
Il video musicale della canzone, diretto dal regista David Fincher e girato in bianco e nero, mostra Sting e la sua band per le strade di New York, così come l'elusivo Quentin Crisp. Al termine del video, una volta cessata la musica, la voce di un uomo anziano dice: "If I have an ambition other than a desire to be a chronic invalid, it would be to meet everybody in the world before I die... and I'm not doing badly." ("Se avessi altra ambizione oltre a quella di essere un invalido cronico, sarebbe quella di conoscere tutti gli abitanti del mondo prima di morire....e non me la sto cavando male!")

## Cover
- La cover più popolare della canzone è quella incisa dal rapper Shinehead dal titolo Jamaican in New York (parodiando l'originale Englishman) che ha raggiunto la trentesima posizione della Official Singles Chart nell'aprile del 1993.[17]
- Nel 1993 il comico tedesco Otto Waalkes pubblicò una cover intitolata Fresenjung, che presentò al suo spettacolo; basandosi su questa canzone i rapper Joost Klein, Ski Aggu e lo stesso Otto hanno pubblicato un'altra canzone dallo stesso nome nel 2023 che ha raggiunto la prima posizione nelle classifiche germanofone.[18]
- I Black Eyed Peas hanno estrapolato e utilizzato parte di Englishman in New York nella traccia Union del loro album Monkey Business del 2005, alla quale partecipa anche Sting.
- I tifosi dell'Arsenal, squadra di calcio inglese di Premier League, cantavano una particolare versione del brano per sostenere Theo Walcott: "Woah, Theo Walcott, Theo, Theo Walcott; he's an Englishman at Arsenal," riferendosi al fatto che Walcott era all'epoca l'unico giocatore di nazionalità inglese nella prima squadra di una società calcistica tra le più storiche del Regno Unito.
- Nel 2011 il cantante italiano conosciuto in Kazakistan Son Pascal ha pubblicato su YouTube una cover della canzone intitolata Englishman in Shymkent.
- Nel 2015 il cantante statunitense Cris Cab realizza una nuova versione della canzone.
- The Simpleton hanno fatto una versione a cappella di questo brano[19], così come i Neri per Caso in una puntata di web notte di Repubblica.
- Neri Marcorè parodiò il singolo trasformandolo in "Un marchigiano a Londra", in cui Peppu racconta le sue vacanze pasquali nella capitale inglese.
- La band Loose Ties interpretò Englishman in New York al Telluride Bluegrass Festival (Colorado) del 1992. Il brano è contenuto nell'album: 1992 Telluride Bluegrass Festival, Vol 1.
- La band Bamboo incluse il brano nel proprio album We Stand Alone Together come 'hidden track'.
- Davide Esposito la canta nel suo album Amore Eterno, con il titolo "Un italien à Paris" (Un italiano a Parigi).
- Tiken Jah Fakoly l'ha inclusa nel suo album del 2007 L'Africain, con il titolo Africain à Paris (Un africano a Parigi).
- Il presentatore Omid Djalili la usò nel per promuovere il suo show sulla BBC1, The Omid Djalili Show, trasformandola in An Iranian in UK (Un iraniano in Gran Bretagna).
- La band argentina Tanghetto ne ha realizzato una versione strumentale nel 2008 per il loro album El Miedo a la Libertad, sostituendo il suono di un Bandoneón alla voce.
- Il duo comico canadese Bowser and Blue portò in scena una cover con melodia identica all'originale dal titolo Anglophone In Quebec, (ossia "anglofono in Québec"), ironizzando sulle difficoltà dei madrelingua inglesi in un territorio prevalentemente francofono come il Québec.
- Il pianista jazz Eric Reed ne ha incluso una propria versione nel suo album Manhattan Melodies del '99.
- Il rapper canadese Kardinal Offishall ha utilizzato il coro per la sua canzone del 2008, Ill Eagle Alien.
- Il gruppo finlandese Vilperin Perikunta ne trasse una versione in lingua finlandese intitolata Turkulainen Helsingis (Uno di Turku a Helsinki)
- Il chitarrista classico e compositore Maurizio Colonna ha reinterpretato il brano in una versione per chitarra sola nel suo disco di covers "Rock Waves" del 2008.
- Nel 2021 Sting per omaggiare il brano lo ripropone in una nuova versione intitolata Englishman/African in New York con il cantautore beninese Shirazee.

## Tracce
1. Englishman in New York – 4:03
2. Ghost in the Strand – 2:33
3. Someone to Watch Over Me – 4:35
4. Up from the Skies (cover di Jimi Hendrix) – 10:07 – registrata con Gil Evans e la sua orchestra

## Classifiche
| Classifica (1988)             | Posizione massima |
| ----------------------------- | ----------------- |
| Belgio (Fiandre)              | 16                |
| Canada                        | 60                |
| Francia                       | 30                |
| Irlanda                       | 12                |
| Paesi Bassi                   | 9                 |
| Polonia                       | 6                 |
| Regno Unito                   | 51                |
| Spagna                        | 21                |
| Stati Uniti                   | 84                |
| Stati Uniti (mainstream rock) | 32                |
| Sudafrica                     | 9                 |

| Classifica (remix 1990)   | Posizione |
| ------------------------- | --------- |
| Regno Unito (dance chart) | 15        |

## Cultura di massa
Dal titolo di questa canzone viene ispirato An Englishman in New York, film biografico del 2009 dedicato sempre a Quentin Crisp.